# 黑叶牙蕨
黑叶牙蕨（学名：Pteridrys nigra），为叉蕨科牙蕨属下的一个种。其种加词“nigra”意为“黑色的，暗色的”。
现接受名为毛轴牙蕨（Pteridrys australis Ching ex C.Chr. & Ching, 1934）。